# Arte plumario

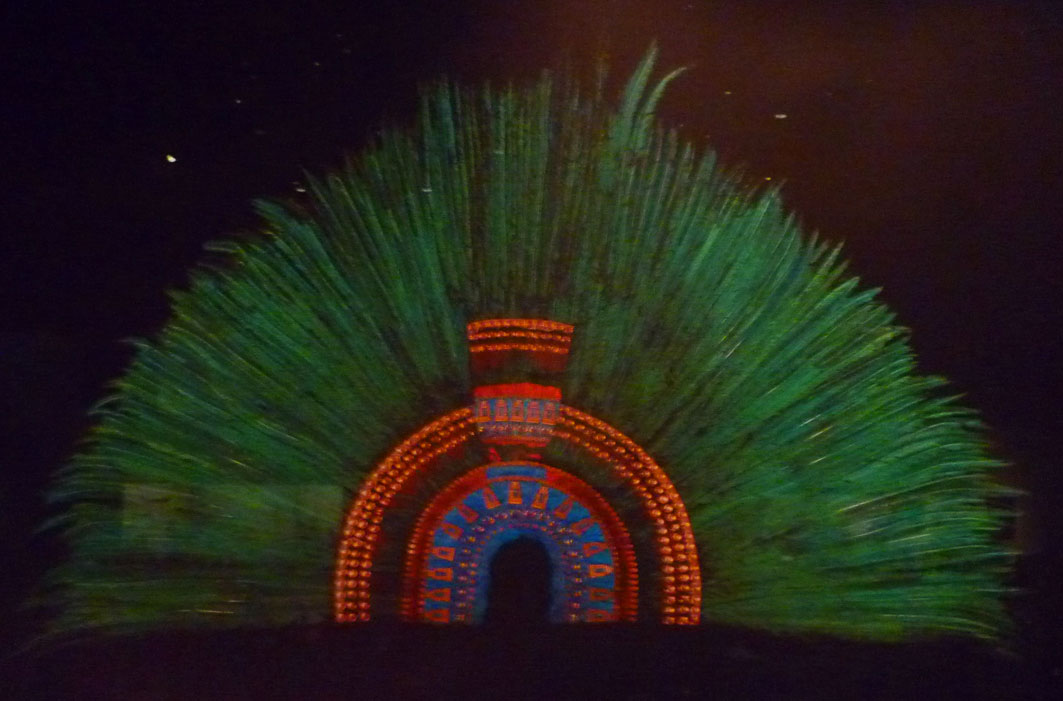
Tocado de plumas de Moctezuma II. Museo Nacional de Antropología e Historia, México.

El arte plumario (también, arte plumaria o plumaria) es la elaboración de objetos por medio de plumas. Estos objetos mayoritariamente son artísticos, pero también considera telas y diferentes tipos de ornamentaciones.

## Historia
Desde la prehistoria se desarrolla la actividad humana de elaborar arreglos personales con plumas de aves; de acuerdo con las especies y tradiciones que se encuentran en cada región. Este tipo de arte es mundial y se presenta en la mayoría de culturas.
Entre los antiguos pobladores de América, se presentaba mayor riqueza y variedad de trabajos por la variedad cultural y de especies con la que fue posible elaborar todo tipo de tocados y atavíos, que servían como indicativo del rango social.[cita requerida]

Los caballeros de pies a cabeza vestían de armas todas de plumas sobre el estofado, y a los que no lo eran, no les daban cosa de pluma, sino, sobre el estofado, cuero de diferentes animales. La causa era porque había pragmática que la pluma no usase sino a quien los reyes diesen licencia por ser la sombra de los señores y reyes y llamarla ellos por ese nombre y guardábanse, cierto, con más rigor que las pragmáticas de nuestros tiempos de no traer seda.
Fray Diego Durán, Historia de las Indias de Nueva España e Islas de la Tierra Firme

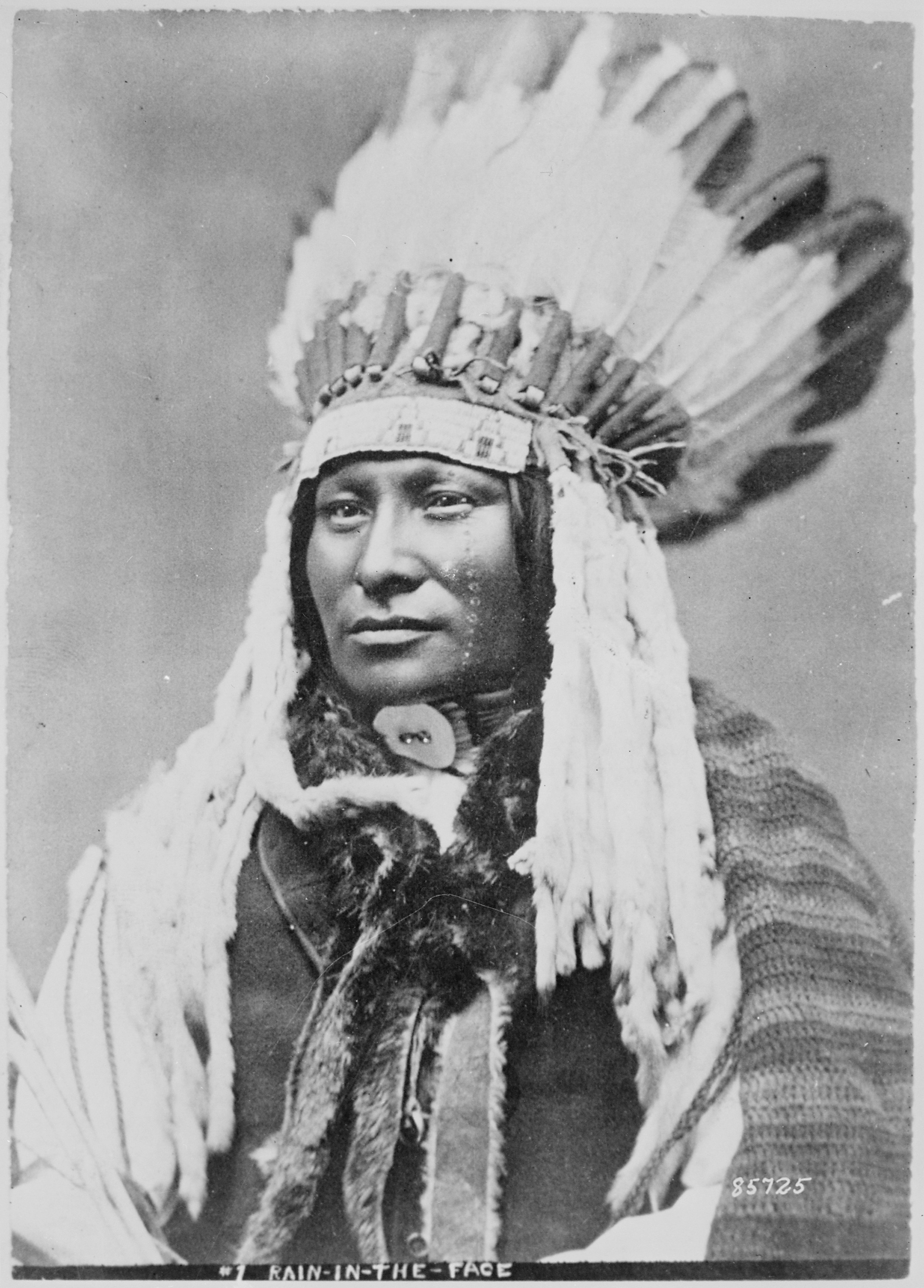
Lluvia-en-la-cara, jefe sioux, con su tocado de plumas.

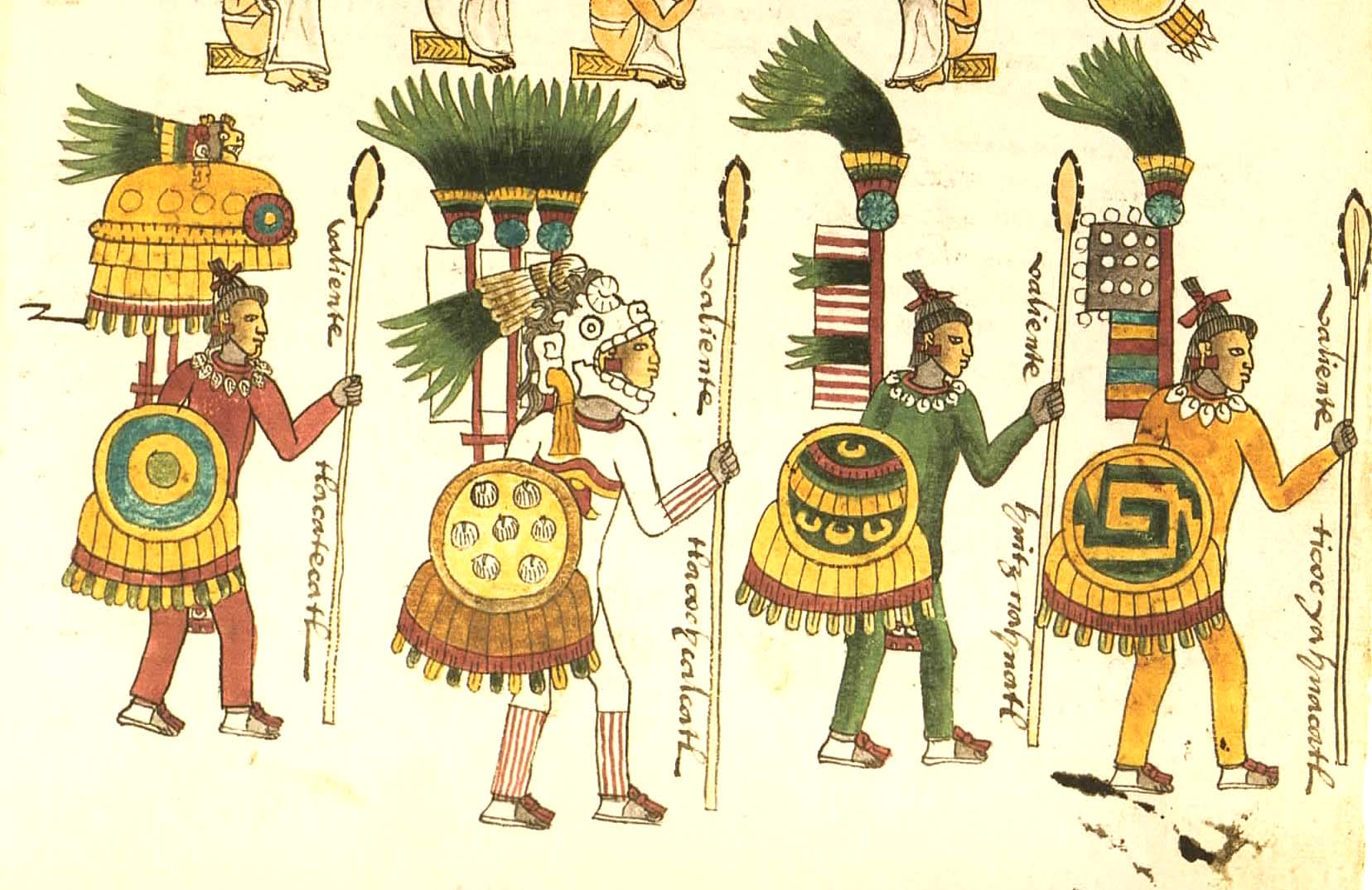
Guerreros mexicas, en el Códice Mendoza.

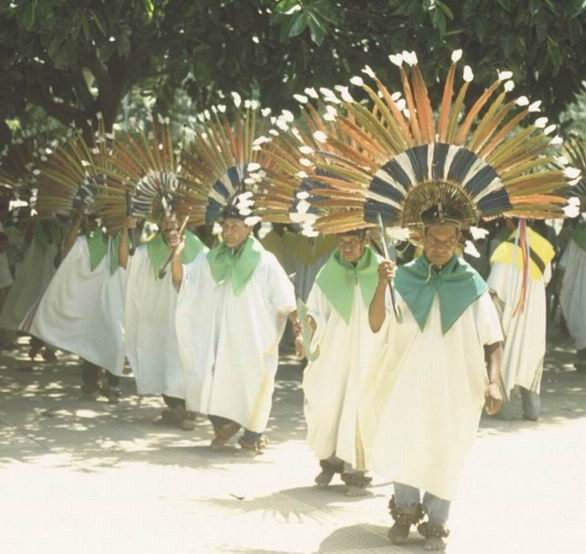
Indígenas, en Trinidad, Bolivia.

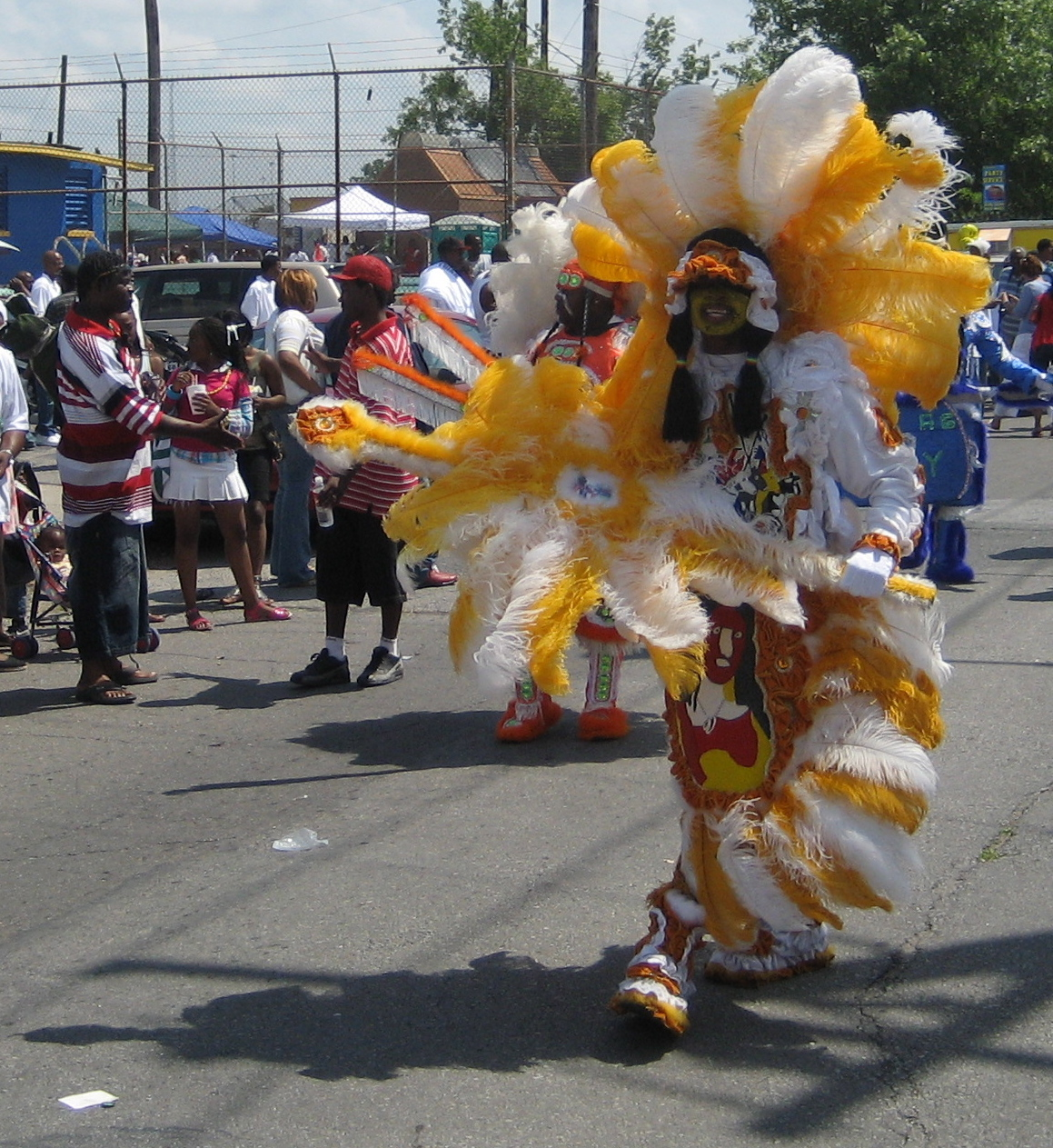
Indígenas de América del Norte, en la danza del pavo amarillo.

El Diccionario de la lengua española, de la Real Academia Española, la describe como la utilización de las plumas como materia pictórica, a modo de las teselas de los mosaicos. Fue característico de la civilización mexica, y se conservan algunas muestras posteriores a la conquista española de México. Los artesanos del arte plumaria mexica se denominaban amantecas.

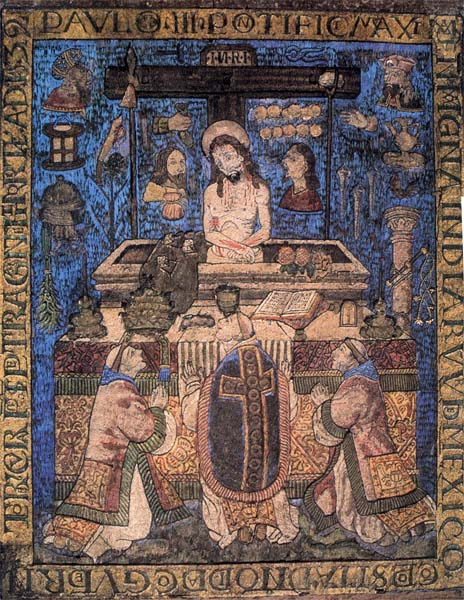
La Misa de San Gregorio, pintura mexica con plumas, posiblemente obra de Diego de Alvarado Huanitzin (sobrino y yerno de Moctezuma II), ofrenda al papa Paulo III (1539).
De los oficiales de pluma, descripción de la actividad de los artesanos del arte plumaria azteca (amantecas) en el libro de Bernardino de Sahagún Historia general de las cosas de Nueva España (Códice florentino, f. 65).
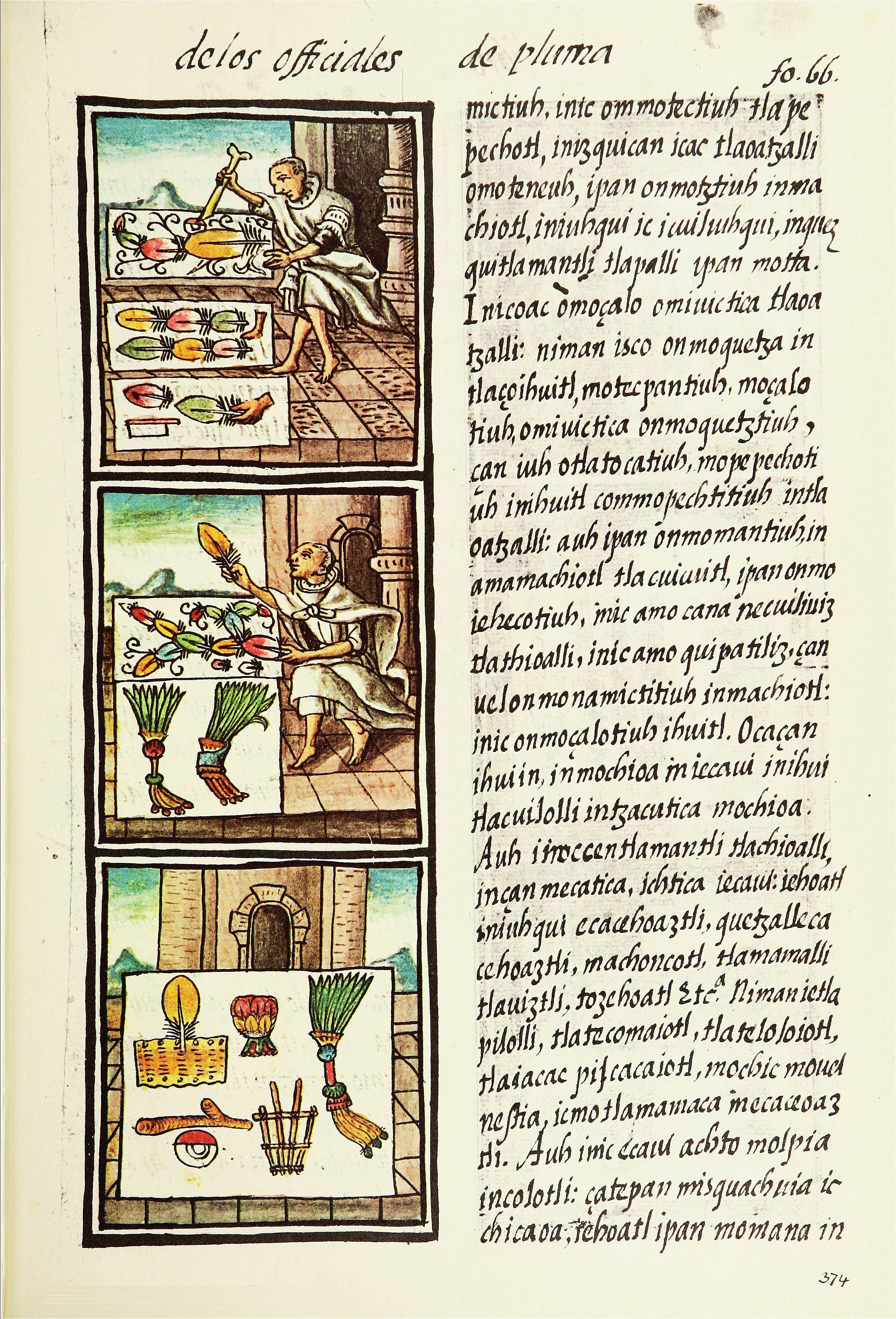
Ídem, f. 66.
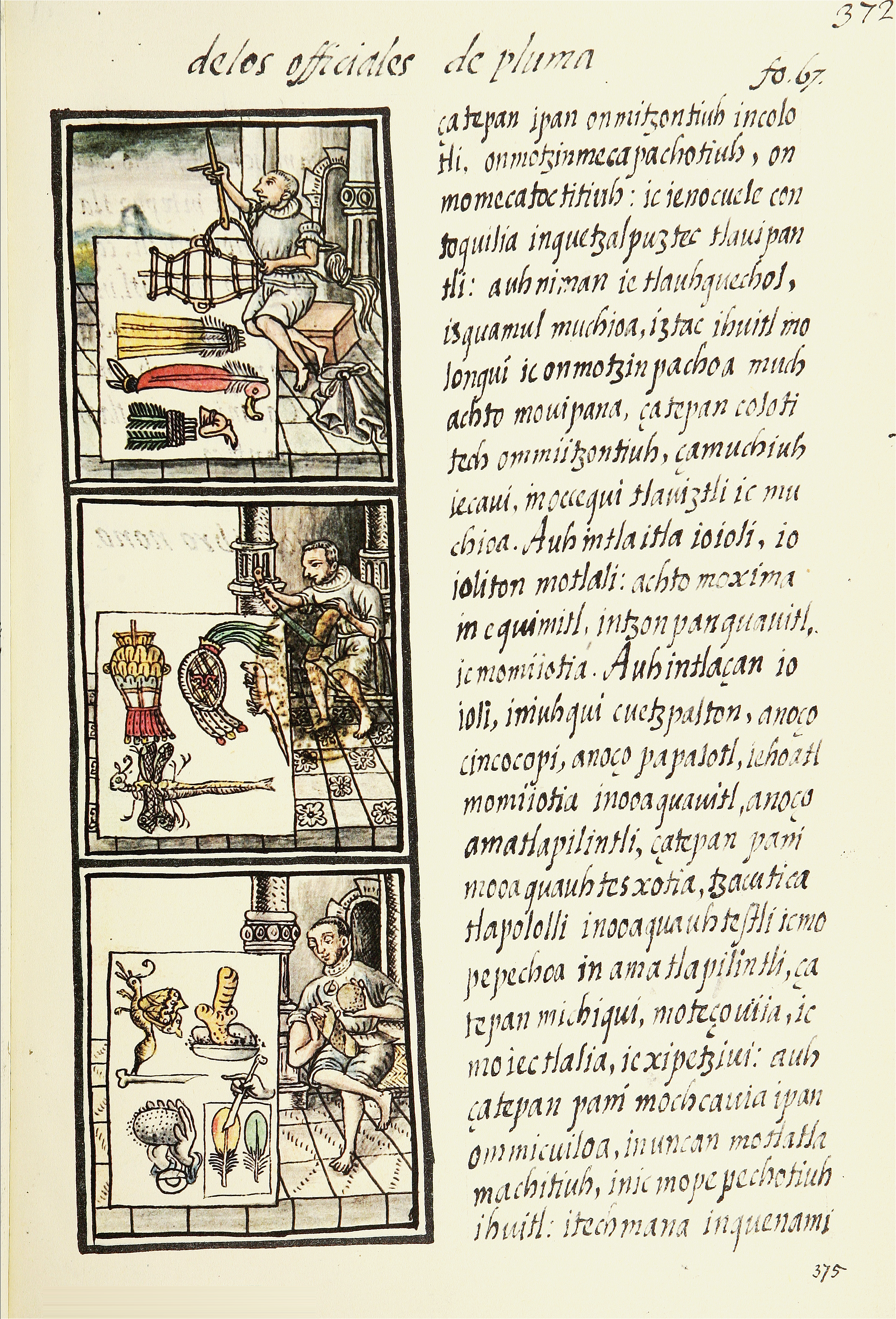
Ídem, f. 67.

## Técnica de hilo emplumado
Algunas piezas del arte plumario prehispánico poseen caractéristicas muy peculiares. Este es el caso del tlàmachtēntli de Madeline, un huipil de 300 años de antigüedad restaurado y preservado en el Museo Textil de Oaxaca. En este huipil no se utilizaba una pluma completa, sino el plumón.  El plumón se encontraba solamente atrapado entre cabos de algodón, no se hilaba junto con el algodón. 
Esto hizo que los restauradores repensaran el término de “pluma hilada” que es el que se utiliza frecuentemente en la literatura. Fue al observar esta peculiaridad que se decidió llamar al tipo de tejido como "hilo emplumado" o de pluma torcida. Actualmente solo hay seis piezas en el mundo, incluyendo el tlàmachtēntli de Madeline, tejidas con hilos emplumados. En estas seis piezas se utiliza el plumón para crear un hilo que después se teje, técnica que no se ha detectado en ninguna otra cultura en el mundo.

## Uso religioso
En culturas como las americanas este tipo de tradición esta profundamente marcada por costumbres ancestrales y míticas por medio de las cuales el contacto entre el hombre y la naturaleza se da por medio del rol que sea asumido por el usuario de la prenda. Por ejemplo en algunas tribus amazónicas los participantes en rituales y danzas toman cualidades del ave con la que decoren sus atavíos. 
Fueron famosos por sus tocados los americanos con hermosos arreglos en plumas de águilas y cuervos; en este grupo encontramos a los apaches y los crow (con arreglos similares a pendientes).
En México, fueron famosos los mexicas por sus tocados en pluma de quetzal (primera pluma comercializada en América).[cita requerida]
Los mayas, por su parte, combinaron las plumas de quetzal con arreglos de jade y obsidiana que es posible ver en varios museos del mundo.[cita requerida]
Hay que recordar que, para la mayoría de culturas de Mesoamérica, las aves y en especial el quetzal eran seres sagrados: por tener la capacidad de volar, eran asociados a los dioses del viento como Quetzalcoatl (cuyo nombre significa "serpiente emplumada").[cita requerida]
En Polinesia y Hawái, el arte plumario está muy extendido. Los yelmos de plumas y las capas elaboradas con miles de plumas de aves propias de la isla eran símbolos de dignidad, espiritualidad y poder de los jefes tribales.

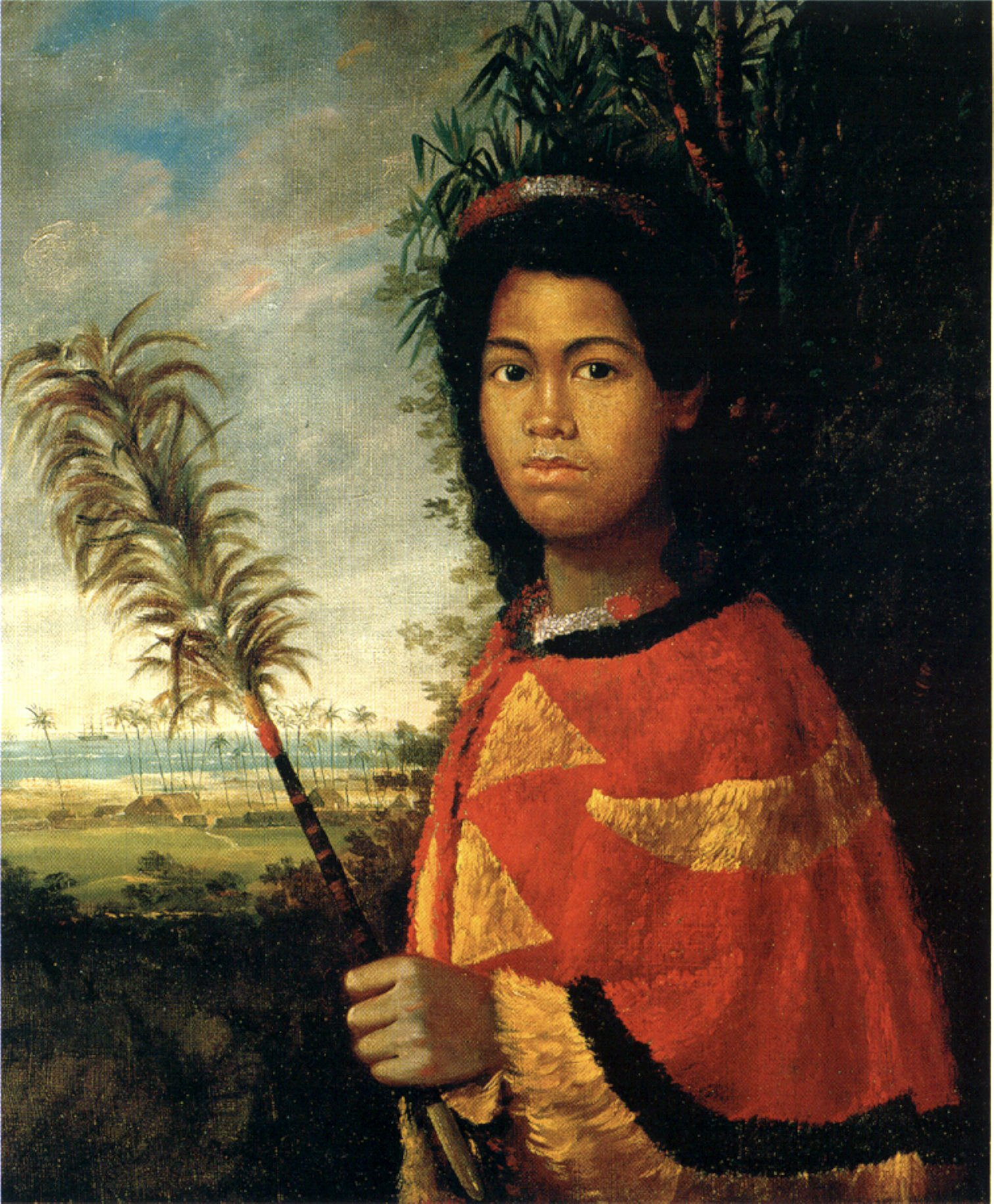
Princesa hawaiana del siglo XIX, con capa de plumas.
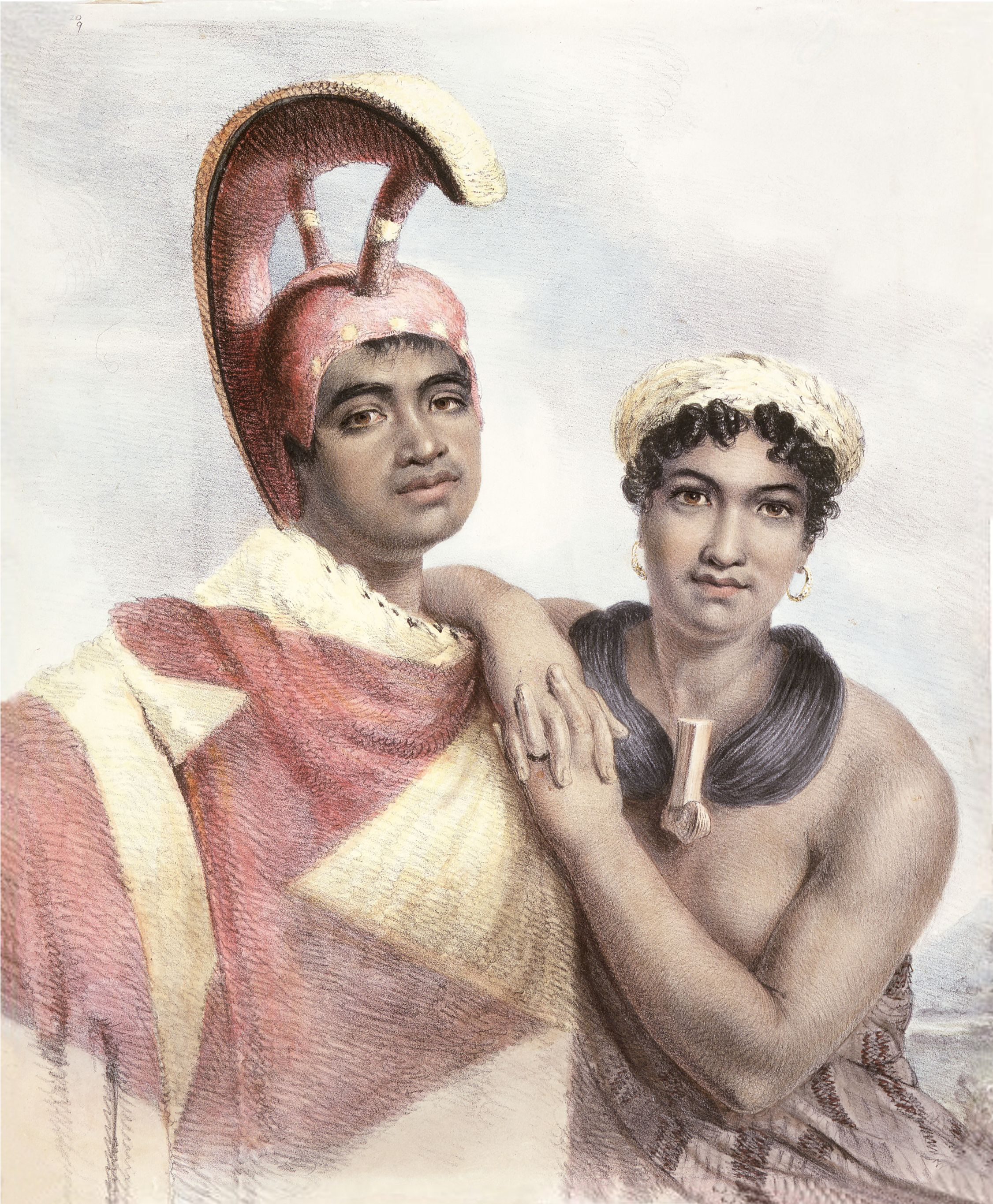
Boki, un gobernante hawaiano del siglo XIX, con yelmo de plumas y capa de plumas.
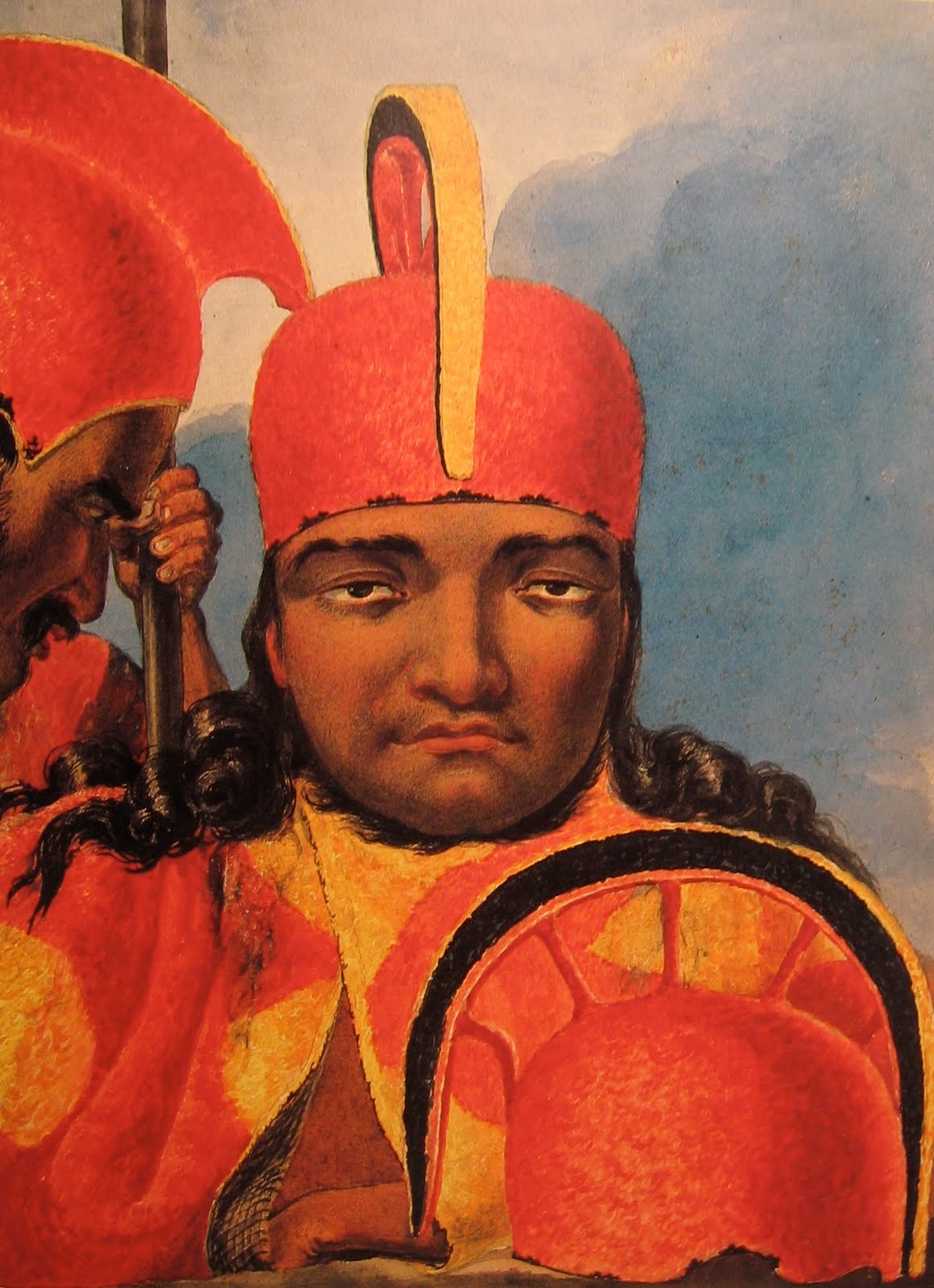
Boki y otro jefe hawaiano, con yelmos de plumas.

## Uso en vestimenta bélica

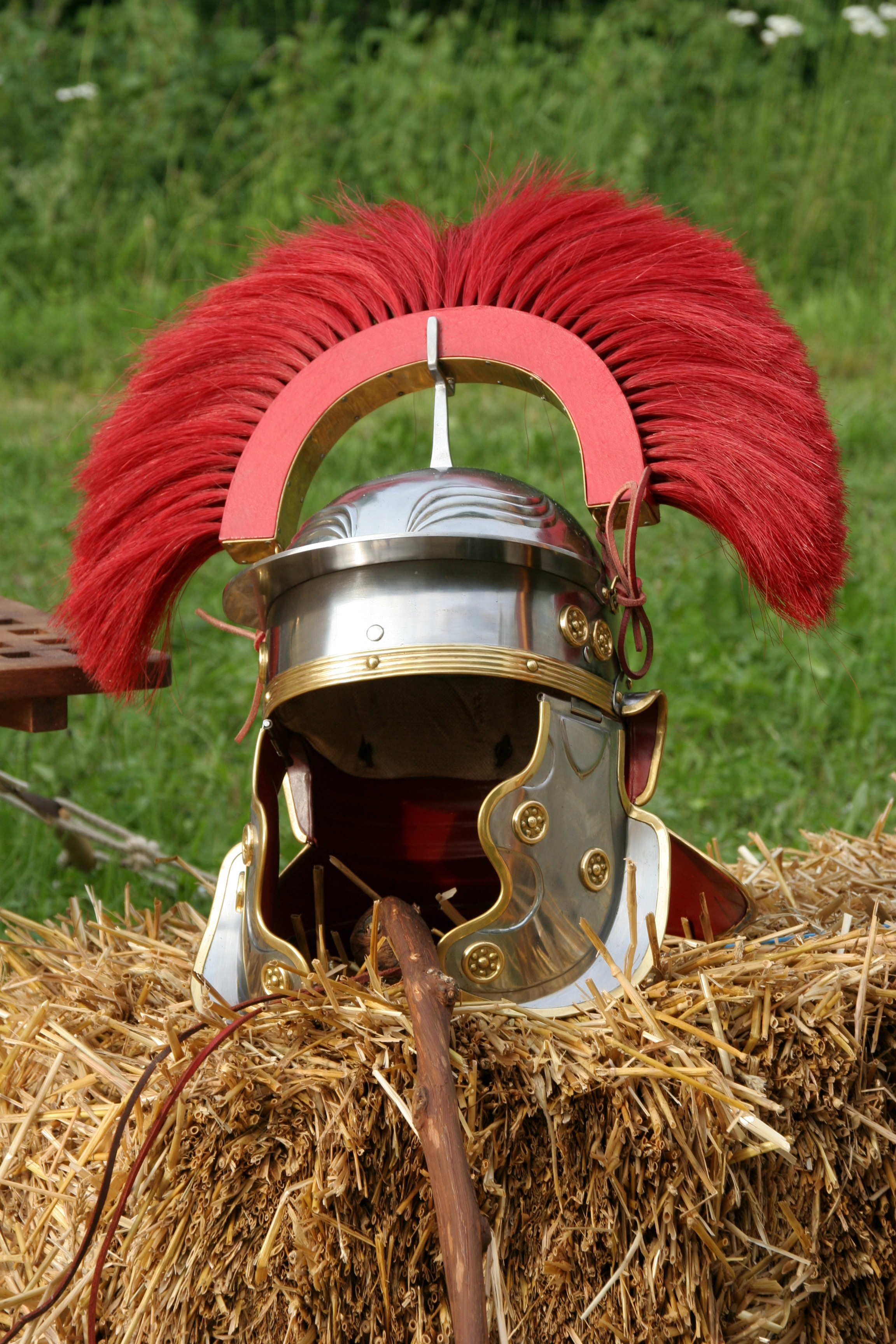
Casco romano de centurión.
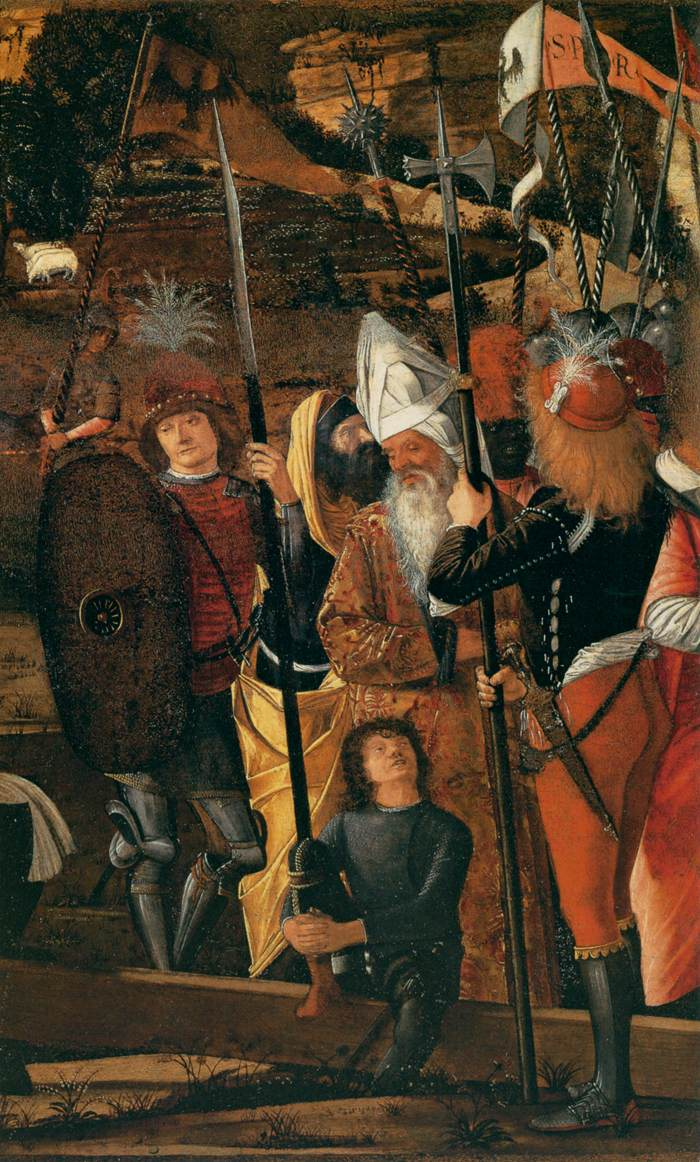
Soldados adornados con plumas en una pintura de Vittore Carpaccio (ca. 1515)
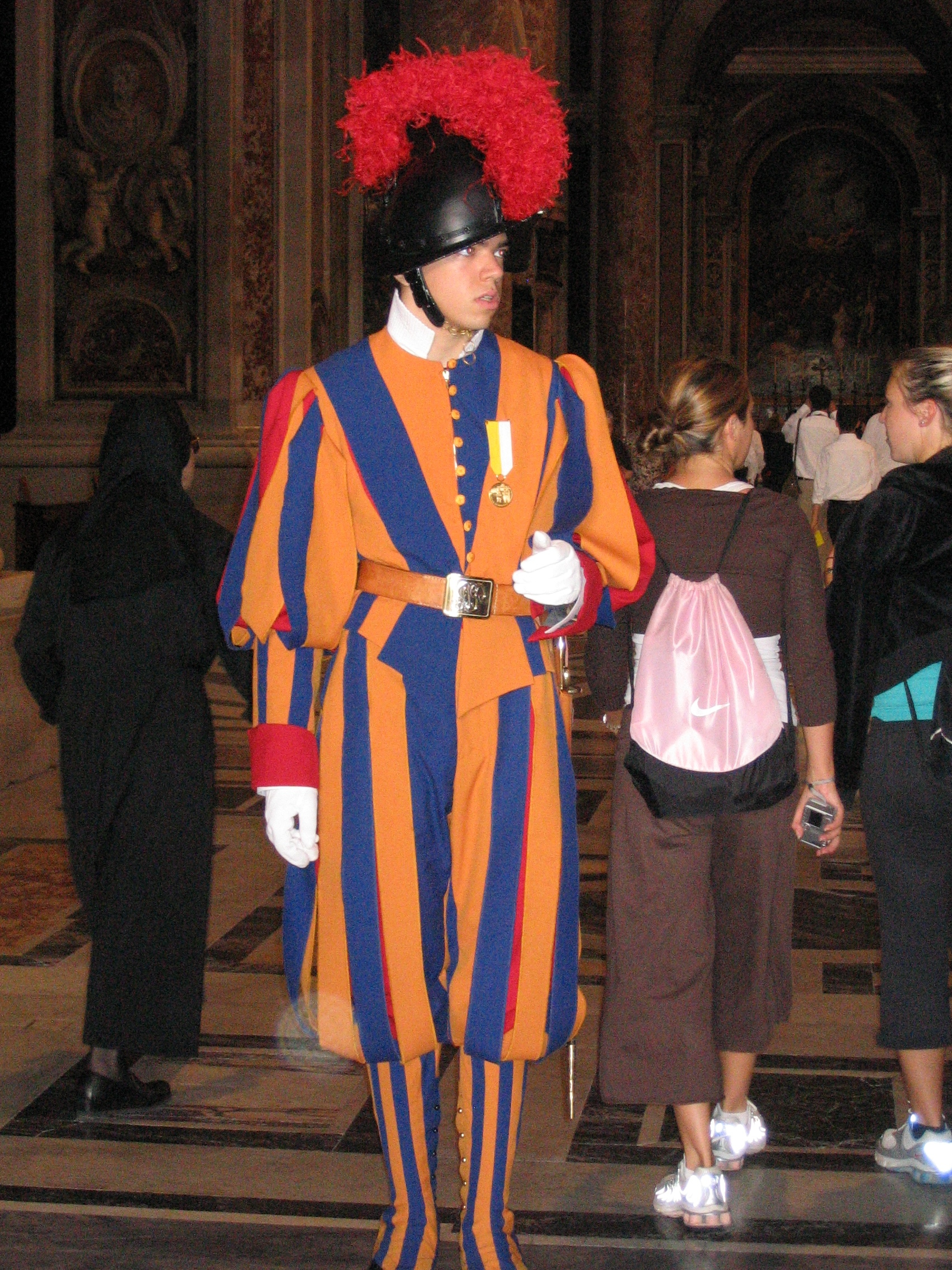
Guardia suiza.
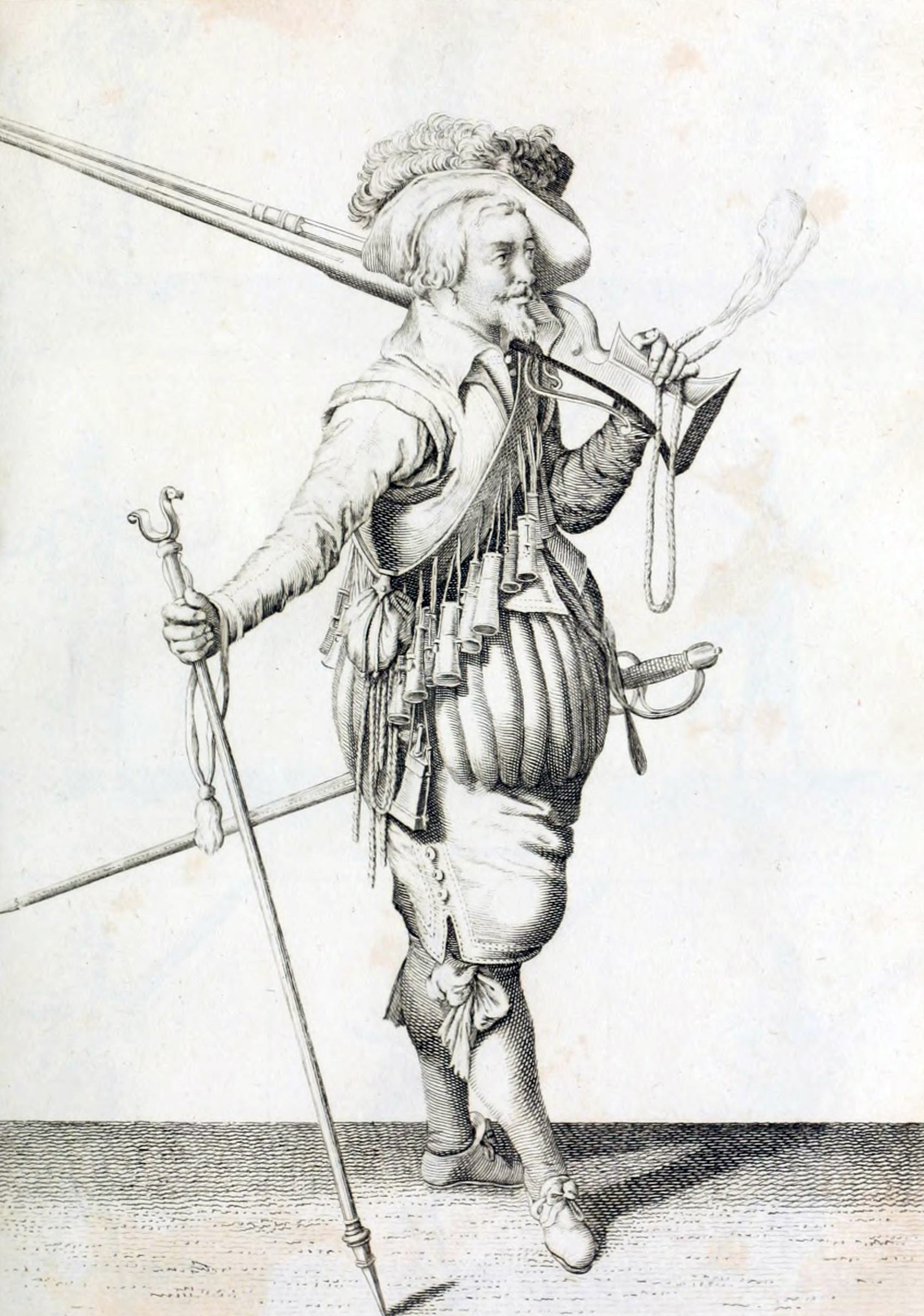
Mosquetero.
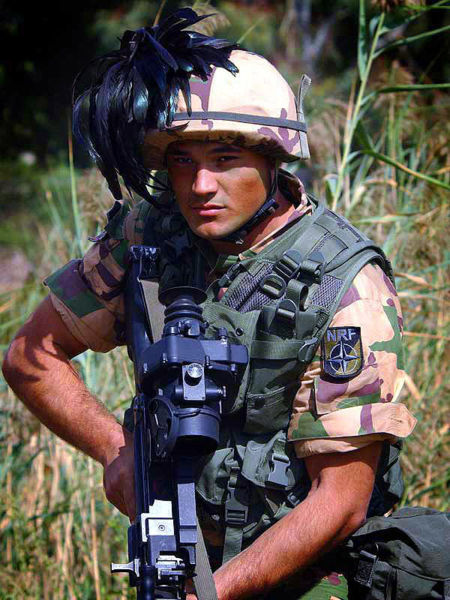
Bersaglieri del ejército italiano en la actualidad.

En algunas culturas como la azteca además del significado ritual y religioso los guerreros se asociaban a un tipo particular de animal; este es el caso de los guerreros águila, que iban ataviados con plumas de águila.
Entre los caribes y guajiros de Colombia era conocida la costumbre de usar el número de plumas en sus atavíos según el número de enemigos eliminados en combate.
En otras parte del mundo los guerreros tenían como costumbre ir engalanados con penachos elaborados en vistosas plumas, como los de los cascos griegos y romanos y los de los caballeros medievales -véase Cimera (heráldica)-, o con largas plumas cosidas a los sombreros, como los que usaban los mosqueteros franceses del siglo XVII.
Algunos ejércitos contemporáneos siguen utilizando plumas como componente de algún uniforme, especialmente en el ejército italiano.

## La moda de la pluma en la Edad Moderna y Contemporánea

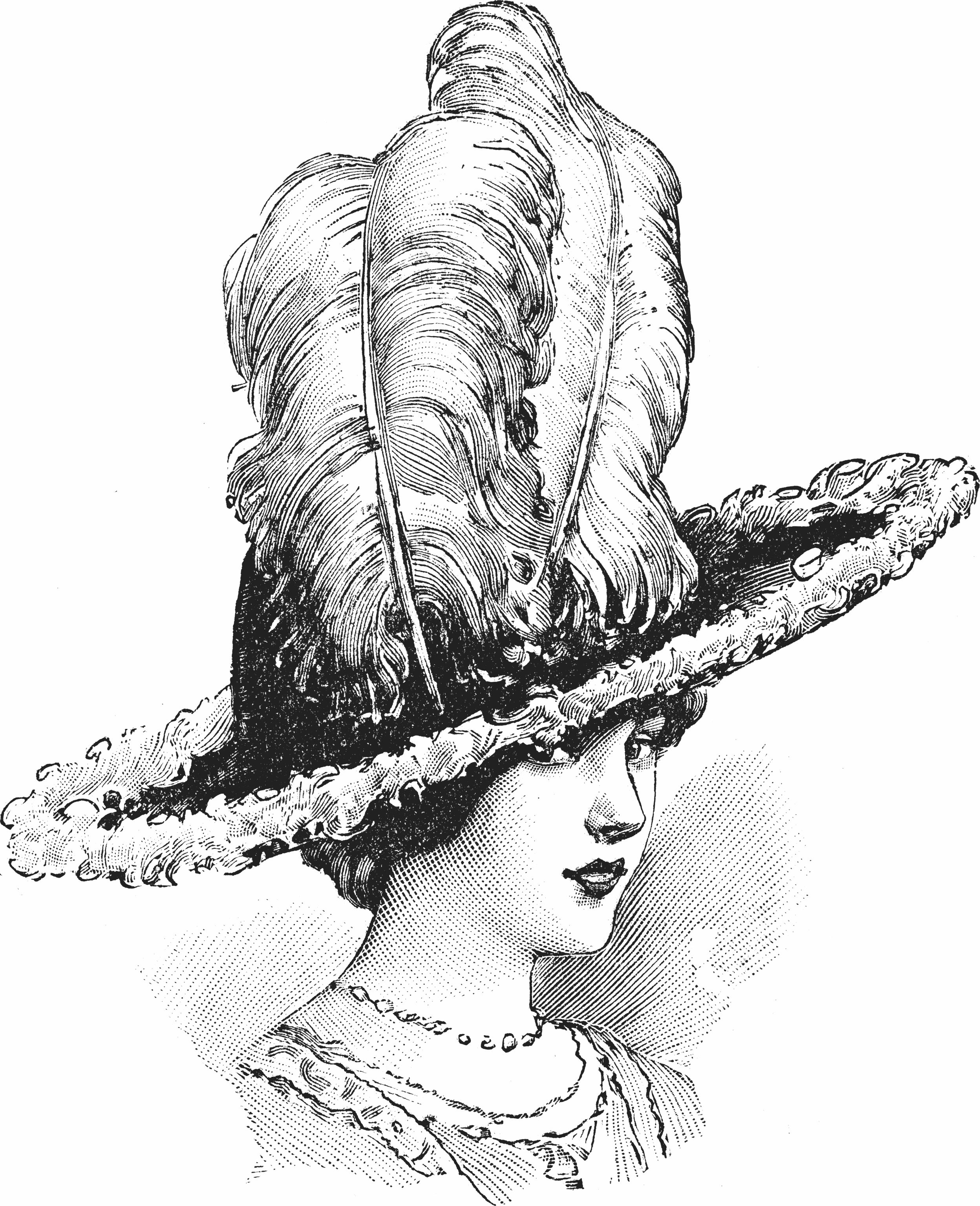
Sombrero victoriano

Pasado el Renacimiento y hasta bien entrado el siglo XX, fue costumbre entre los caballeros y damas de cada época usar vistosos sombreros, muchos de los cuales contaban con vistosos arreglos plumajes como parte vital de su diseño; como los de la época victoriana.[cita requerida]